# Gyrinus plicifer
Gyrinus plicifer är en skalbaggsart som beskrevs av Leconte 1851. Gyrinus plicifer ingår i släktet Gyrinus och familjen virvelbaggar. Inga underarter finns listade i Catalogue of Life.